# غو توغاشي
غو توغاشي (باليابانية: 富樫豪؛ بالكانا: トガシ ゴウ) هو لاعب كرة قدم ياباني في مركز الهجوم، ولد في 4 يونيو 1984 في أكيتا في اليابان. لعب مع Blaublitz Akita ‏.